# Kaprinay Zoltán
Kaprinay Zoltán (Pozsony, 1978. július 8. –) Üzleti sparring partner, sorozat vállalkozó, venture builder, számos sikeres cég alapítójaként vált ismertté. Meghatározó szerepet játszott többek között az Index.hu, a Bónusz Brigád, a CreativeDock Hungary és az Ipsilon Group létrehozásában, a Westel (ma Magyar Telekom) tartalomszolgáltatásának megalkotásában, az A38 Hajó cég felépítésében. Jelenleg Magyarországon egyedülálló módon felsővezetők, első számú vezetők, cégek és csapatok üzleti sparring partnereként, intellektuális személyi edzőjeként is tevékenykedik.

## Pályafutása
Kaprinay Zoltán karrierje újságíróként indult az Új Szónál, majd a Kalligram Könyvkiadónál dolgozott, ahol több innovatív projektet vezetett. Az internet hajnalán számos újdonságot mutatott be a lap mellékletében, valamint több weboldalt tervezett és hozott létre, úgyis mint a Ghymes együttes weboldalát, a szlovák Orange mobilszolgáltató első weboldalát, vagy a pozsonyi Új Szó napilap és a Vasárnap magazin első weboldalát. 1999-ben társalapítója az Ind ex.hu-nak, később pedig a T-Mobile egyik vezetője és innovátora volt, ahol többek között a 777sms.hu és az sms hírszolgáltatás bevezetésében vett részt. 2004-ben az A38 Hajó első ügyvezetőjeként sikeresen stabilizálta a cég működését és építette fel az A38 márkát.
Az évek során dolgozott több nemzetközi nagyvállalatban, de volt egyszemélyes cége is. 1997 óta Csehországban, Szlovákiában, Romániában és Magyarországon vezetett sikeres csapatokat és mára Közép-Európai megoldó-, összekötőember lett, akit akkor hívnak, amikor új nézőpontokra, megvalósítható stratégiára, vagy felsővezetői támogatásra van szükség.

## Vállalkozói, tanácsadói tevékenység
2005-ben alapította meg az Ipsilon tanácsadó céget, és vezető tanácsadóként dolgozott a Ringier AG-nál is. Tanácsadóként vett részt továbbá a Nemzeti Sport webfejlesztésében, számos előadást tartott digitális újságírás, valamint korai közösségi média témákban. Nevéhez fűződik a Népszabadság online, a nol.hu megreformálása. 2010-ben Heller Gáborral közösen indította el a Bónusz Brigádot, amely a kuponos piac vezető szereplője lett.
2017-ben életre hívta a CreativeDock Hungary-t, amely nagyvállalatok számára épít startupokat. 2021-ben alapította meg az Ipsilon Group-ot, amely azóta felvásárolta a Creative Dock Hungary-t és többségi tulajdont szerzett a Boarding HR-ben, valamint a KonverzioPro online marketing cégben. A tranzakciókkal a vállalat megkerülhetetlen szereplővé vált az új termékek és szolgáltatások felépítésében, a belső innovációs képességek fejlesztésében és a digitalizáció területén.

## Üzleti Sparring Partneri tevékenység
Az üzleti sparring partner fogalmát és tevékenységi körét Kaprinay Zoltán honosította meg Magyarországon és Közép-Európában. A cégvezetés mellett üzleti sparring partnerként felsővezetőknek és vállalkozásoknak nyújt személyre szabott tanácsadást. Tevékenységét a sportedzők munkájához hasonlítja, segítve ügyfeleit stratégiai céljaik elérésében és rugalmasságuk fejlesztésében.
A sparring partneri szolgáltatásokon belül együttműködést kínál vezetőknek, csoportoknak, valamint online kurzusokat is tart. Az egyéni tanácsadások során belehelyezkedik a vezetők helyzetébe, tudását és tapasztalatát a sikerek, célok elérésének szolgálatába állítva. Csoportok esetében közös gondolkodást, csoportmenedzsmentet és tréningeket vállal.
“Intellektuális személyi edző - talán ez a leghitelesebb magyar fordítása a Sparring Partner in Business-nek. A sparring partner abban ad támogatást, hogy hogyan kezelje az ügyfél a kialakult helyzetet, bármi is legyen az. A sparring partner egy társ, aki vezetővel együtt gondolkozik, de megvan az az előnye, hogy nincs benne a napi operációban, nem tudja, hogy hogyan szoktuk és azt sem, hogy mit nem lehet. Egy felkészült, tapasztalt, gondolkodó külső szem, aki vezetett már csapatokat, szerzett tapasztalatot kis, közepes és nagy cégek vezetésében, több Közép-Európai országban is.” - fogalmazza Kaprinay.

## Filozófia
Kaprinay vállalkozóként, cégvezetőként és mint üzleti sparring partner abban hisz, hogy az emberi tényező kulcsfontosságú, és hogy új nézőpontok, megvalósítható stratégiák és felsővezetői támogatás révén lehet a legjobban előrejutni. Tanácsadói módszertanában az intellektuális személyi edző szerepét tölti be, külső szemként támogatva ügyfeleit a napi operáció megszokásai nélkül.

## Oktatói tevékenység
Kaprinay Zoltán óraadó tanár a győri Széchenyi István Egyetemen.
Ezen kívül a cégvezető, mint üzleti sparring partner témakörben és a cégkultúrában jelenlévő visszacsatolás művészetéről tartott informatív előadásokat a Seduo-n.
Előadási elérhetőek az alábbi linkeken:
- A cégvezető, mint sparring partner[6]
- A visszacsatolás művészete[7]

## Díjak, elismerések
50 legbefolyásosabb személy a turizmusban 2014 (Magyarország)
Bekerülés a magyarországi turizmus területén az 50 legbefolyásosabb személy közé.
Legmeghatározóbb emberek a digitális piacon (12. helyezés)
12. helyezés elérése a digitális piac legmeghatározóbb emberek között.
100 legsikeresebb szlovákiai magyar
Bekerülés a 100 legsikeresebb szlovákiai magyar közé.